# Svend Noldan
Svend Noldan (* 25. April 1893 in Bad Nauheim als Heinrich August Noldan; † 1. Mai 1978 in Darmstadt) war ein deutscher Maler und Dokumentarfilmregisseur.

## Leben
Noldan wuchs in Marburg auf, wo er Erwin Piscator kennenlernte und mit dem ihm eine lebenslange Freundschaft verband. 1911 ging er nach München, wohin ihm Piscator bald folgte, und nahm ein Studium an der Königlich-Bayerischen Akademie der Künste auf. Er wurde in der Malklasse von Carl Johann Becker-Gundahl/Carl von Marr aufgenommen. Sein Studium finanzierte er mit dem Ausmalen von Kirchen. Im Januar 1915 wurde er zum Kriegsdienst in den Ersten Weltkrieg eingezogen. Er diente dabei als Beobachter und Zeichner in einem Infanterieregiment in Flandern.
Nach Kriegsende zog er im Januar 1919 zusammen mit zwei Freunden nach Berlin. Piscator, der bald zur Theaterlegende aufstieg, beauftragte ihn in den folgenden Jahren mit Bühnenbildern. Noldan kam in Kontakt zum Berliner Dada um George Grosz, John Heartfield und Wieland Herzfelde. Heartfield, der zusammen mit Grosz bei der Ufa eine Trickfilmabteilung aufgebaut hatte, verschaffte ihm dort eine Anstellung. Als Heartfield aus Protest gegen die Ermordung von Karl Liebknecht und Rosa Luxemburg die reaktionäre Ufa verließ, arbeitete Noldan an Dokumentationen (Geschlechtskrankheiten und ihre Folgen: die weiße Seuche und Der Rhein in Vergangenheit und Gegenwart) und spezialisierte sich zunehmend auf animierte Landkarten. Er schuf Zeichentrickfiguren und arbeitete als Spezialist für Spezialeffekte u. a. für Viking Eggeling und Hans Richter. 1922 gründete er sein eigenes Studio. Im Frühjahr 1925 begann er mit der Arbeit am zweiteiligen Kompilationsfilm Der Weltkrieg, bei der er die Trickkamera für Leo Lasko führte. Er war der erste deutsche Filmemacher, der animierte Landkarten einsetzte (weltweit war dies der französische Animation-Filmemacher Émile Cohl), speziell für Kriegsfilme. Noldan arbeitet immer wieder für Piscators Bühneninszenierungen. So schuf er Filmprojektionen für die Aufführungen Konjunktur und Des Kaisers Kuli. Zu seinen wichtigsten Werken zählte seine Dokumentation Was ist die Welt? (zusammen mit dem Regisseur Fritz Brunsch). Das ambitionierte Projekt dauerte fünf Jahre und wurde 1934 unter der Patronage des Reichsverbands Deutsche Bühne uraufgeführt. Bis 1937 produzierte das Atelier Svend Noldan vierzehn Industrie- und Kulturfilme.
1936 entstand der Dokumentarfilm Das große Eis. Alfred Wegeners letzte Fahrt (1936). 1935 arbeitete er als Trickfilmer für Leni Riefenstahls Parteitagsfilm Triumph des Willens und 1939/40 für Fritz Hipplers Propagandafilme Feldzug in Polen und Der ewige Jude. In diesem Machwerk verglich (und veranschaulichte) er die „Judenausbreitung“ mit der Ausbreitung von Ratten. 1940/41 drehte er den propagandistischen Kriegsdokumentarfilm Sieg im Westen, der am 20. Januar 1941 vor Hitler erstmals aufgeführt wurde.
Nach dem Ende des Zweiten Weltkrieges kehrte Noldan zum Industriefilm zurück. Seine in West-Berlin ansässige Firma Atelier Noldan produzierte bis 1968 Werbefilme für die BASF (einem Nachfolger der IG Farben, für die er schon vor dem Zweiten Weltkrieg tätig war) über Schädlings- und Unkrautbekämpfung.
Ein Enkel von Svend Noldan ist der Filmemacher Oliver Lammert, der zwei Dokumentarfilme über seinen Großvater gedreht hat.

## Filmografie
- 1920: Krüppelnot und Krüppelhilfe (Stummfilm)
- 1922: Der Rhein in Vergangenheit und Gegenwart (Stummfilm)
- 1923: Ein Blick in die Tiefe der Seele (Stummfilm)
- 1923: Film ist Rhythmus (Stummfilm)
- 1925: Rhythmus 21 (Stummfilm)
- 1925: Rhythmus 23 (Stummfilm)
- 1926: Die Biene Maja und ihre Abenteuer (Stummfilm)
- 1926: Kolko, die Geschichte eines Rübenprotestes (Stummfilm)
- 1926: Geißel der Menschheit (Stummfilm)
- 1926: Falsche Scham (Stummfilm)
- 1927: Der Weltkrieg. 1. Teil. Des Volkes Heldengang (Stummfilm)
- 1927: Der Weltkrieg. 2. Des Volkes Not (Stummfilm)
- 1928: Hein Priembacke's Fahrten und Abenteuer (Stummfilm)
- 1928: Der Rundfunk auf dem Lande (Stummfilm)
- 1928: Konjunktur (Filmsequenzen für die Piscator-Bühne)
- 1928: Priembacke und der Sägefisch (Stummfilm)
- 1929: Die wunderbare Wandlung der Familie Kubinke (Stummfilm)
- 1929: Die verregnete Kirmeß (Stummfilm)
- 1929: Auf deutschen Landstraßen (Stummfilm)
- 1930: Schlaraffenland
- 1930: Des Kaisers Kulis (Filmsequenzen für die Piscator-Bühne)
- 1930: Die Stadt von Morgen. Ein Film vom Städtebau (Stummfilm)
- 1931: Die Entdeckung Amerikas anno domini 1492 - The Discovery of America
- 1932: Gasschutz bei der Auergesellschaft
- 1932: Im Zeichen der Löwen und Brezel
- 1933: Der Weltkrieg. Ein historischer Film (Stummfilm)
- 1933: Blut und Boden. Grundlagen zum Neuen Reich (Tonfilm)
- 1933: Flandern nach 15 Jahren (Tonfilm)
- 1933: Falsche Sparsamkeit (Stummfilm)
- 1933: Durch die Reichsschau der deutschen Landwirtschaft zur Ausstellung des Stickstoff-Syndikats Berlin 1933 (Stummfilm)
- 1933: Was ist die Welt? (Tonfilm)
- 1934: Schönheit der Arbeit (Tonfilm)
- 1934: Käpt’n Seemanns Siedlungshaus (Stummfilm)
- 1934: Mit der Kamera durch deutsche Stickstoffwerke (Stummfilm)
- 1934: Aus der Hormonforschung (Stummfilm)
- 1934: Bilder aus dem holländischen Obst- und Gemüsebau (Stummfilm)
- 1934: Clivia
- 1935: Andere Städtchen - andere Brötchen
- 1936: Klar Schiff zum Gefecht. Ein Film von der deutschen Flotte (Tonfilm)
- 1936: Die Not, eine Quelle der Kraft (Stummfilm)
- 1936: Das große Eis. Alfred Wegeners letzte Fahrt (Stummfilm)
- 1936: Deutsches Handwerksgut in alle Welt (Stummfilm)
- 1937: Deutschland
- 1937: Aus der Werkstatt des Maßschneiders (Stummfilm)
- 1938: Bilder aus Deutschland
- 1938: Licht
- 1939: Autogenes Schweißen und Löten der Leichtmetalle (Stummfilm)
- 1940: Autogenes Schweißen von Zink (Stummfilm)
- 1940: Deutsche Arbeitsstätten (Tonfilm)
- 1940: Feldzug in Polen (Tonfilm)
- 1941: Der Sieg im Westen (Tonfilm)
- 1952: Herr über das Unkraut (Farb-/Tonfilm)
- 1954: Kleine Laus - ganz groß
- 1956: Lebendige Landwirtschaft
- 1956: Holz und Leim
- 1956: Der Limburgerhof
- 1958: Düngen bringt sichere Ernten
- 1958: Kartoffelsorgen - Kartoffelsegen
- 1959: An den Quellen des Lebens
- 1960: Grünland - Zukunftsland
- 1960: Harte Arbeit - süßer Lohn
- 1960: Mineralstoffe - Lebensquell der Pflanzen
- 1962: Starke Halme - schwere Ähren
- 1963: Gesunde Reben - fruchtiger Wein
- 1963: Ungräser - Geißeln des Ackerbaus
- 1965: Tausend Wunder - tausend Plagen
- 1967: Zehntausend zu eins
- 1967: Es geht weiter im Gemüsebau
- 1967: Kartoffeln - unkrautfrei und gesund
- 1967: Rübenbau ohne Handarbeit
- 1967: Standfest bis zur Ernte
- 1968: Blick in die Landwirtschaft
- 1969: Obst und Wein - unkrautrein

## Dokumentarfilme über Svend Noldan
- Das Erbe der Bilder. Svend Noldan – eine Spurensuche (1995; 48 Min.; Regie: Oliver Lammert, Madeleine Dewald)
- Vom Hirschkäfer zum Hakenkreuz (2001; Regie: Oliver Lammert)